# Prayssac
Prayssac is een gemeente in het Franse departement Lot (regio Occitanie). De gemeente telde 2.500 inwoners op 1 januari 2022. De plaats maakt deel uit van het arrondissement Cahors.
In de gemeente zijn verschillende wijndomeinen en ook twee vakantieparken.

## Geschiedenis
De plaats werd voor het eerst genoemd in de 8e eeuw. Prayssac lag in de Quercy. In de 13e eeuw stond de bisschop van Cahors de plaats af aan Arnaud de Béraldi, heer van Cessac, om zijn schulden af te lossen. In 1280 verkreeg Prayssac stadsrechten waaronder het recht om markten te houden. Tot omstreeks 1880 stonden op de hellingen in het noorden van de gemeente wijngaarden.

## Geografie
De oppervlakte van Prayssac bedroeg op 1 januari 2022 24,05 vierkante kilometer; de bevolkingsdichtheid was toen 104 inwoners per km².
Prayssac ligt in de vallei van de Lot, op de rechteroever van een meander van deze rivier. Het noorden van de gemeente, met de Cévenne de Bélaye, is heuvelachtig en bebost met vooral kastanjes.
De onderstaande kaart toont de ligging van Prayssac met de belangrijkste infrastructuur en aangrenzende gemeenten.

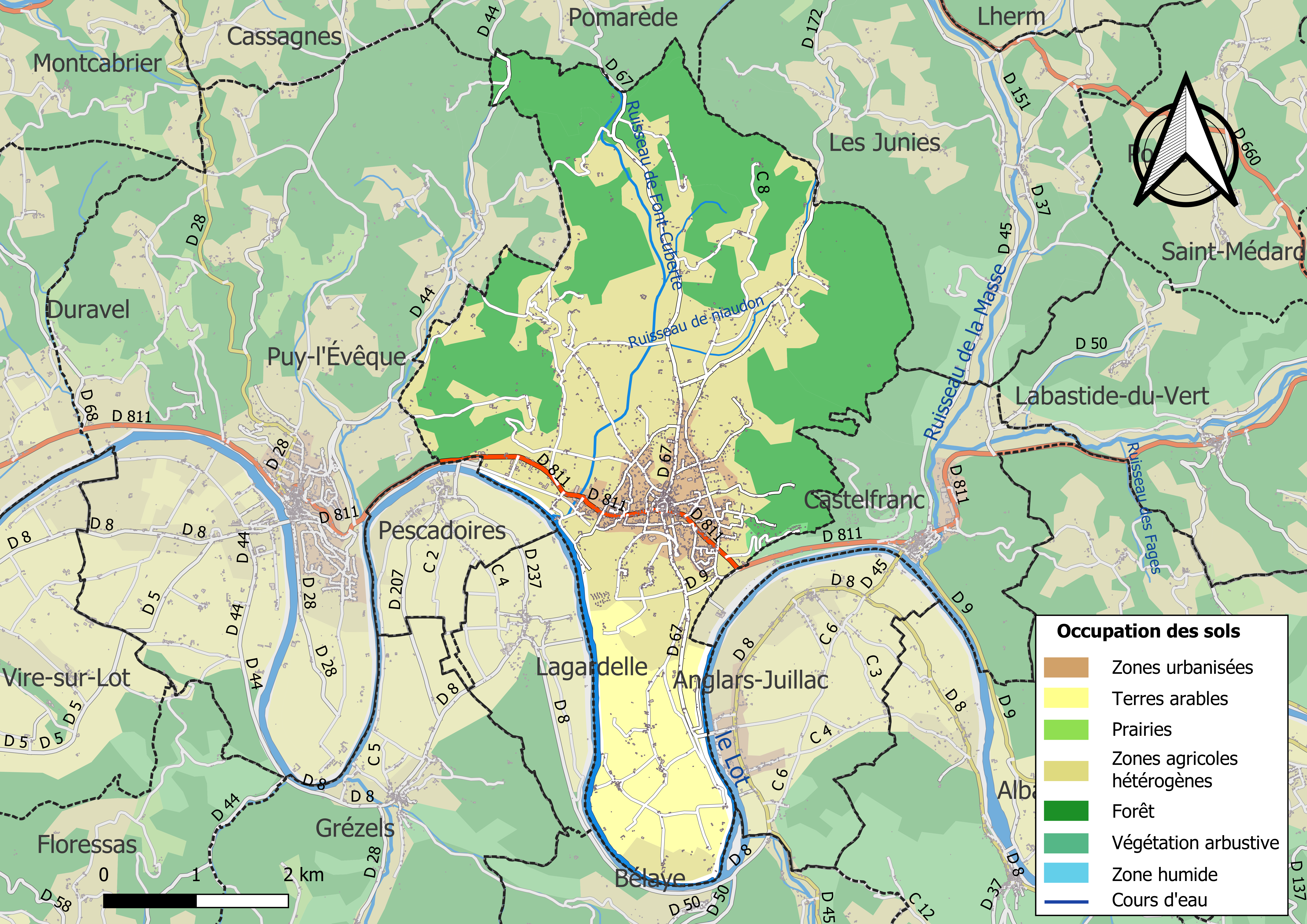

## Demografie
Onderstaande figuur toont het verloop van het inwonertal (bron: INSEE-tellingen).

## Geboren
Jean-Baptiste Bessières (1768-1813), generaal en maarschalk onder Napoleon, werd geboren in Prayssac. In 1845 werd een standbeeld van hem opgericht op de Place d’Istrie.